# انسان‌ساخت

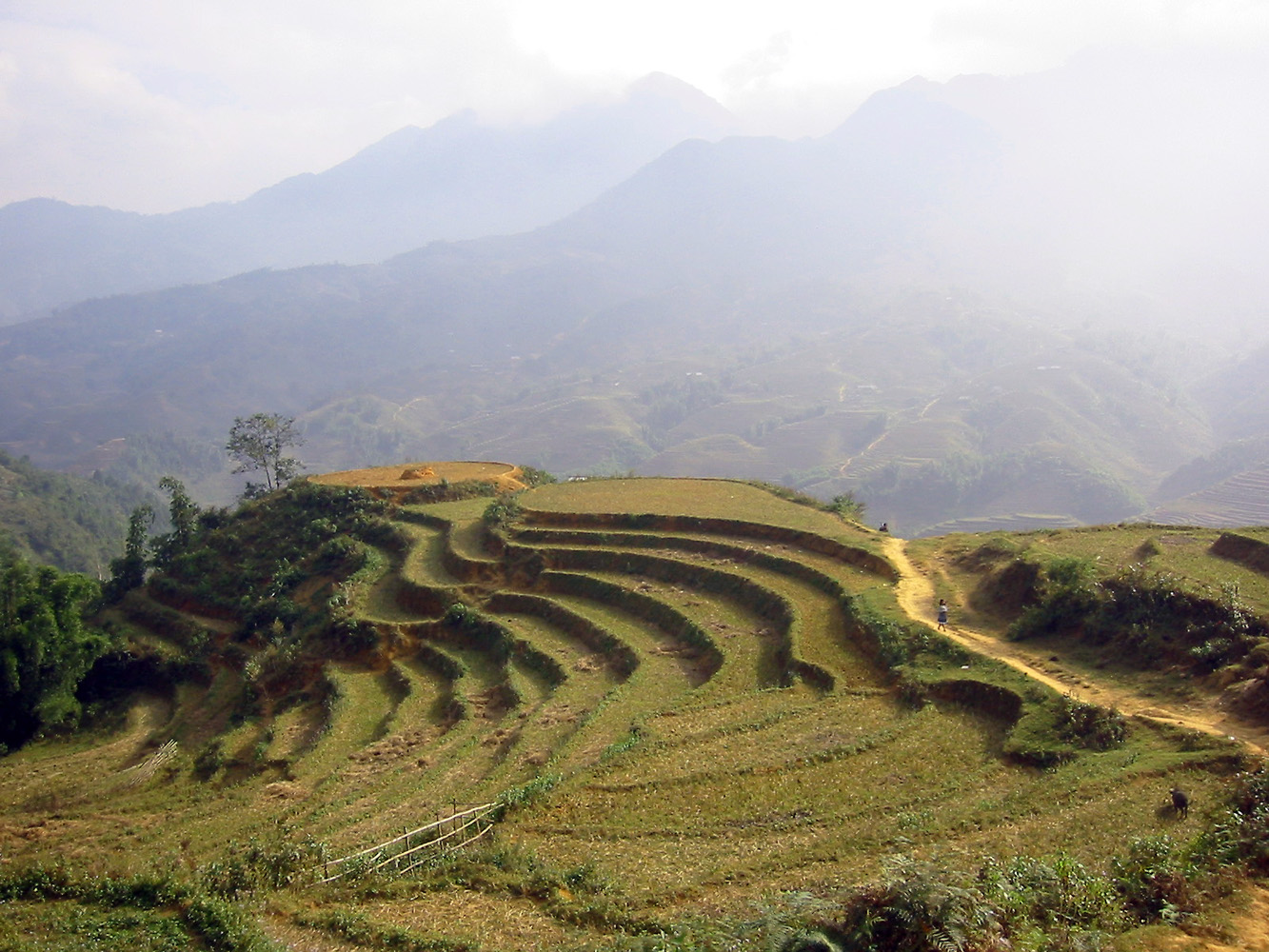
نمونه‌ای از انسان‌سازی پیشرفته: کشت برنج در کرت‌ها در ویتنام

در جغرافیا و بوم‌شناسی، انسان‌ساخت (به انگلیسی: Anthropization) تبدیل فضاهای باز، چشم‌اندازهای و محیط‌های طبیعی توسط انسان است.
فرسایش انسان‌ساخت (Anthropic erosion) فرآیندی است که انسان در آن زمین و خاک را نابود می‌کند.
یک منطقه ممکن است به عنوان انسان‌ساخت طبقه‌بندی شود، حتی اگر طبیعی به نظر برسد، مانند علفزارهایی که توسط انسان‌ها جنگل‌زدایی شده‌اند. تعیین اینکه یک سایت در مورد شهرنشینی چقدر انسان‌ساخت شده است می‌تواند دشوار باشد، زیرا فرد باید بتواند وضعیت چشم‌انداز را پیش از اقدام مهم انسانی برآورد کند.

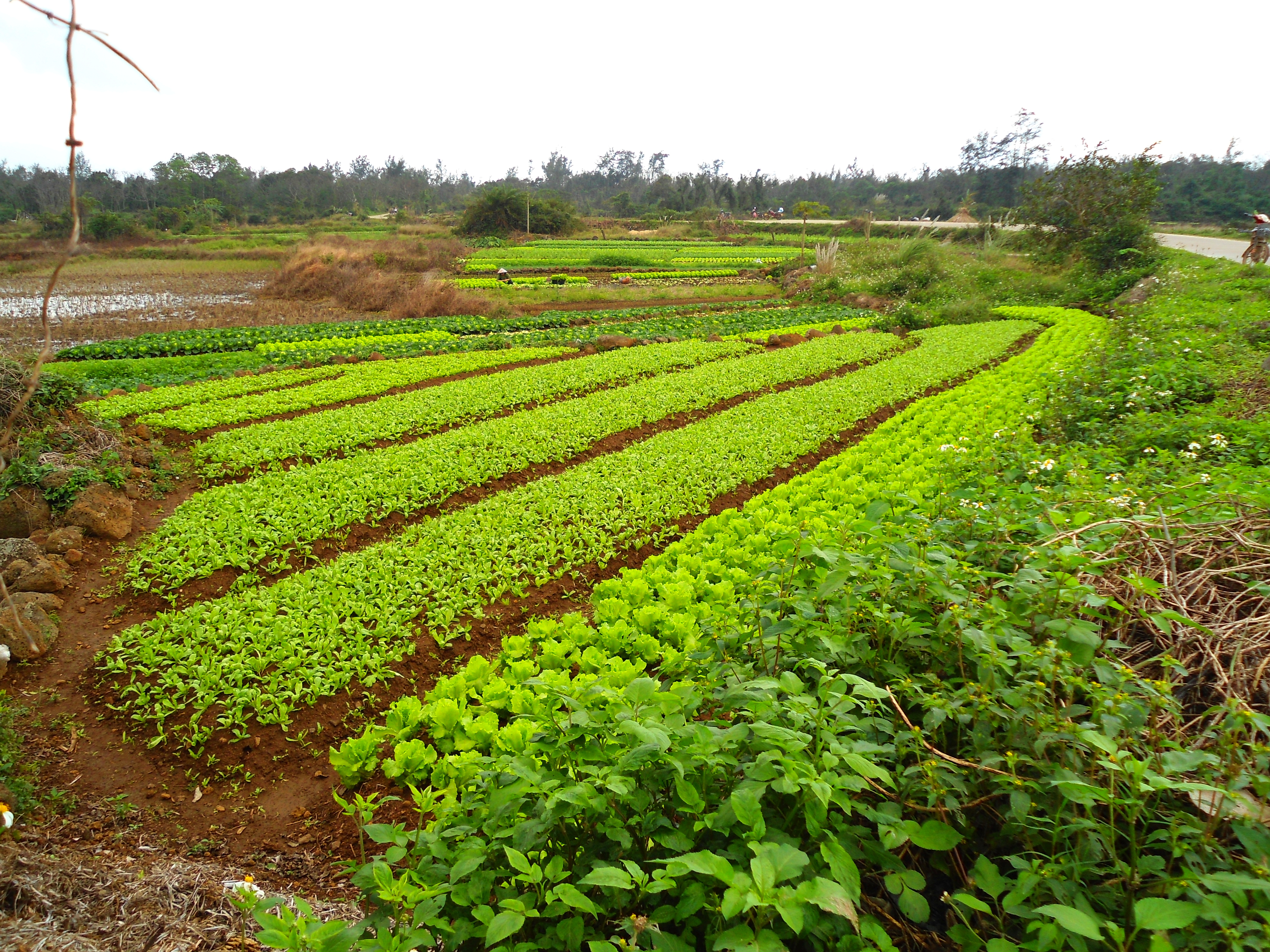
نمونه‌ای از زمینی که برای کشت در هاینان چین اختصاص یافته است.